# Južni tečajnik
Južni tečajnik je eden od petih glavnih vzporednikov, ki se trenutno nahaja na 66° 33′ 39″ južne geografske širine. Južno od njega se nahaja južni tečaj, severno pa južni zmerni pas. Njegov ekvivalent na severni polobli je severni tečajnik. Označuje mejo predela Zemlje, kjer Sonce vsaj enkrat na leto sveti 24 ur na dan (ob poletnem solsticiju). Večino ozemlja znotraj južnega tečajnika zajema celina Antarktika.
Zaradi spreminjanja naklona zemeljskega tira se položaj južnega tečajnika počasi spreminja.